# Joseph de Crumpipen
Joseph Ambroise Henri Jean Népomucène de Crumpipen (Bruxelles, 9 septembre 1737- Bruxelles, 11 février 1809) est un juriste et homme d'état des Pays-Bas autrichiens.

## Biographie
Joseph de Crumpipen était le premier enfant de Johann Heinrich von Crumpipen (1693-1769), un homme d'origine modeste originaire d'Osnabrück qui devint secrétaire d'État et de la Guerre à Bruxelles. Joseph y naquit et, comme son jeune frère Henri Herman, joua un rôle important dans les affaires de l'État des Pays-Bas autrichiens. Après avoir obtenu sa licence en droit en 1757 à l'Université de Louvain, il devient avocat au Conseil de Brabant et, à partir de 1762, conseiller à cette cour de justice.
Sa carrière politique débuta lorsque le gouverneur Charles Alexandre de Lorraine le nomma au Conseil privé en 1764, dont le président, Patrice-François de Neny, entretenait d'excellentes relations avec son père.
L'impératrice Marie-Thérèse le nomma chancelier du Brabant en 1769. Il était né dans le Brabant, comme l'exigeait la fonction, mais on attendait de lui, en raison de ses racines allemandes, qu'il ne fasse pas preuve du particularisme brabançon redouté par les autorités autrichiennes. Il siège également au Conseil d'État et devient en 1773 le premier président de la jeune Académie impériale et royale de Bruxelles.
L'accession au trône de l'empereur Joseph II en 1780 marqua le début d'une période difficile pour Crumpipen, durant laquelle il était censé coopérer avec les efforts de réforme de son monarque. Il a contribué à la rédaction d'un nouveau code de procédure civile, mais le projet a été mis de côté au profit de celui de Karl Anton von Martini (1786).
Lorsque la chancellerie et le Conseil de Brabant furent supprimés à partir de 1787 et remplacés par le Conseil général de gouvernement, Crumpipen accepta la présidence du nouveau Conseil souverain de justice. Cependant, en raison d'une forte résistance, la réforme fut annulée et Crumpipen fut finalement vaincu par le peuple du Brabant. Sa demande de libération de la nouvelle institution, motivée selon lui par les supplications à genoux de sa femme et de son fils, n'a pas été acceptée. D'autre part, il ne pouvait pas simplement revenir au Conseil de Brabant en raison de l'opposition de ses anciens collègues. Il n'a été autorisé à le faire qu'après avoir prêté serment lors de la Joyeuse Entrée. Cependant, son influence ne put être restaurée et Crumpipen se retira dans sa résidence de campagne à Tamise pendant les dernières années du règne de Joseph II.
C'est là qu'il fut enlevé par les patriotes le 26 octobre 1789. Grâce aux efforts du général Van der Duin, il fut libéré d'une auberge sur la place du marché de Breda le 13 novembre. Le lendemain, alors que la révolution brabançonne prenait déjà la forme d'une invasion, il fut ramené de Bréda en calèche.
Durant l'éphémère existence des États-Unis des Pays-Bas, Crumpipen s'enfuit avec son frère à Vienne. À la Restauration, en 1790, il revient reprendre sa chancellerie. Il fut à nouveau expulsé par l'invasion française de 1793. Bien que les Autrichiens aient brièvement réussi à restaurer leur autorité, l'impopulaire Crumpipen demanda et obtint sa démission. Cependant, en 1794, il fut élevé au rang de baron par l'empereur François II. Contrairement à son frère, Crumpipen retourna à Bruxelles sous la domination française, mais ne participa plus à la vie publique.

## Fonctions
- Membre du Conseil souverain de Brabant (9 juillet 1762)
- conseiller au Conseil privé (3 décembre 1764)
- Chancelier de Brabant (26 mai 1769-1794) - il succède à Gillis Streithagen.
- Conseiller au Conseil d'État (25 septembre 1770)
- Président de l'Académie impériale et royale de Bruxelles (13 avril 1773).

## Distinctions
- Chevalier de l'Orde de Saint-Etienne (25 août 1775).

## Famille
En 1765, il épouse Marie-Catherine Helman, avec qui il aura cinq enfants.
Il était le beau-frère de Jean-Jacques Verseyden de Varick.